# Den
Den, o Udimu, fue el quinto faraón de la dinastía I de Egipto de c. 2930-2910 a. C.. 
Manetón le denomina Usafais, según Sexto Julio Africano y Eusebio de Cesarea y le atribuyen 20 años de reinado. Aunque Kaplony cree que pudo llegar hasta 45 años.

## Biografía
Fue el primer faraón que ostenta el título de rey del Alto y Bajo Egipto. Al igual que sus predecesores realizó numerosas expediciones bélicas, específicamente contra las tribus nómadas del Sinaí. La Piedra de Palermo menciona que bajo su reinado hubo un empadronamiento general del país y numerosas fiestas religiosas. Se encontraron numerosos objetos en su tumba, incluyendo una tablilla donde aparece cumpliendo ritos religiosos destinados a repetir la coronación, Heb Sed, y por tanto, renovar el poder real.
Dreyer encontró en la tumba T de Umm el-Qaab, Abidos, una inscripción con los nombres de Narmer, Aha, Dyer, Dyet, Den y Meit-Neit, y en ese orden, confirmando la nomenclatura y sucesión de estos faraones.

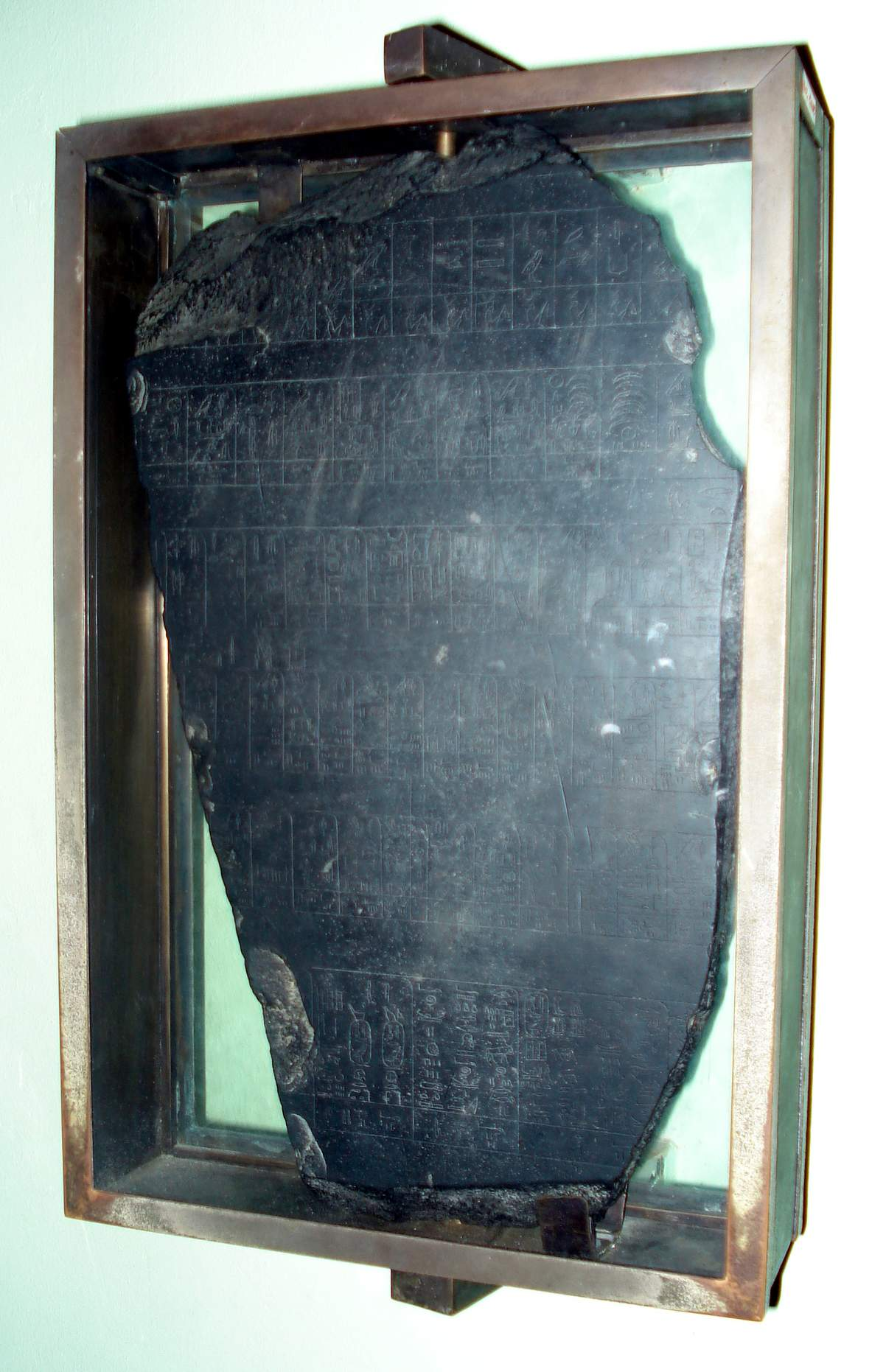
La Piedra de Palermo.

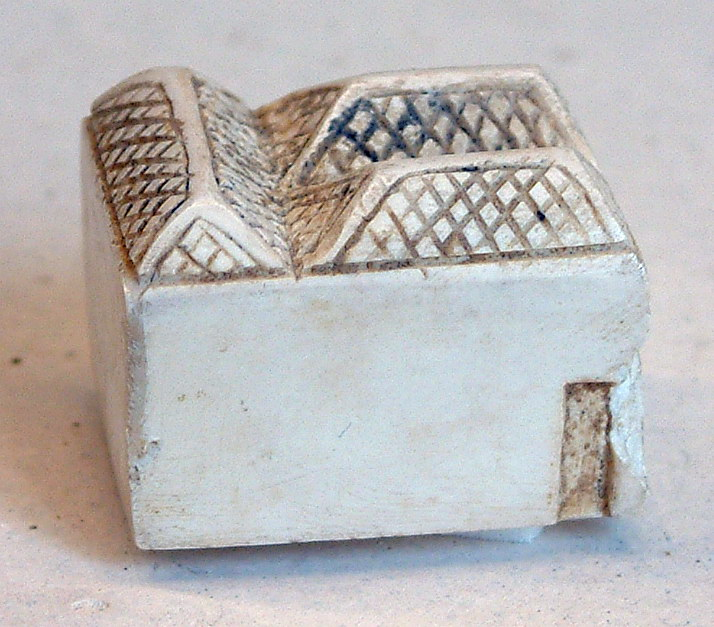
Casita de marfil encontrada en una tumba de Abu Roash (cerca de El Cairo) de la época del rey Den. Museo del Louvre.

El fragmento de papiro más antiguo conocido se descubrió en la tumba de Hemaka, el chaty del faraón Den, en la necrópolis de Saqqara, aunque no han perdurado los posibles jeroglíficos escritos en él.

## Testimonios de su época

### Construcciones
Son asignadas al faraón Den tres edificaciones en Saqqara y una en Abidos. 
- La tumba 3035, la mayor tumba real fechada en el período predinástico.
- La tumba 3036, posiblemente la de una reina.
- La tumba 3506.
- La tumba T, donde fue enterrado, en la necrópolis de Umm el-Qaab, en Abidos. El suelo de su tumba está pavimentado con granito rojo, siendo la primera vez en Egipto que esta dura piedra se usa como material de edificación.

### Inscripciones
- Tumba T en Abidos (la tumba del rey)
- Inscripciones e impresiones del sello de la tumba 3035 en Saqqara (Emery)
- Impresiones del sello de la tumba 3036 (quizás de un funcionario llamado Anjka) en Saqqara (Emery)
- Impresiones de sello de la tumba 3038 en Saqqara (Emery)
- Inscripciones de la tumba 3504 en Saqqara (Emery)
- Impresiones de sello de la tumba 3506 en Saqqara (Emery)
- Impresiones e inscripciones del sello de la tumba 3507 en Saqqara (Emery)
- Impresiones de sello de la tumba X en Saqqara (Emery)
- Inscripción en tinta en un tarro y de sello de un cementerio en Saqqara (Macramallah)
- Inscripciones de sello de tumbas en Abu Roash (Montet)
- Impresiones de sello de Helwan (Saad)
- Fragmento de tablilla de madera, con el nombre Semty, Abidos, UC 36720 (Museo Petrie)
- Azuela de cobre con el nombre de Dyer, tumba 461, Abidos, UC 16172 (Museo Petrie)

## Titulatura
Es el primer faraón que utiliza el título de rey del Alto y Bajo Egipto (nombre de Nebty)
| Titulatura | Jeroglífico | Transliteración (transcripción) - traducción - (referencias) |

| G5 |

| G5 |

| d · n |

| d · n |

| d · n |

| d · n |

| G5 |

| G5 |

| d · n |

| d · n |

| d · n |

| d · n |

| G16 |

| G16 |

| N25 · N25 | t |

| N25 · N25 | t |

| G16 |

| G16 |

| N25 · N25 | t |

| N25 · N25 | t |

| G8 |

| G8 |

| SPACE | I12 · S12 | V9 |

| SPACE | I12 · S12 | V9 |

| G8 |

| G8 |

| SPACE | I12 · S12 | V9 |

| SPACE | I12 · S12 | V9 |

| N24 · N24 |

| N24 · N24 |

| N24 · N24 |

| N24 · N24 |

| N24 · N24 |

| N24 · N24 |

| N24 · N24 |

| N24 · N24 |

| N24 · N24 |

| N24 · N24 |

| N24 · N24 |

| N24 · N24 |

| N24 · N24 |

| N24 · N24 |

| N24 · N24 |

| N24 · N24 |

| Aa8 · t · Z4 |

| Aa8 · t · Z4 |

| Aa8 · t · Z4 |

| Aa8 · t · Z4 |

| Aa8 · t · Z4 |

| Aa8 · t · Z4 |

| Aa8 · t · Z4 |

| Aa8 · t · Z4 |

| Aa8 · t · Z4 |

| Aa8 · t · Z4 |

| Aa8 · t · Z4 |

| Aa8 · t · Z4 |

| Aa8 · t · Z4 |

| Aa8 · t · Z4 |

| Aa8 · t · Z4 |

| Aa8 · t · Z4 |

| Aa8 · t · Z4 | N25 |

| Aa8 · t · Z4 | N25 |

| Aa8 · t · Z4 | N25 |

| Aa8 · t · Z4 | N25 |

| Aa8 · t · Z4 | N25 |

| Aa8 · t · Z4 | N25 |

| Aa8 · t · Z4 | N25 |

| Aa8 · t · Z4 | N25 |

| Aa8 · t · Z4 | N25 |

| Aa8 · t · Z4 | N25 |

| Aa8 · t · Z4 | N25 |

| Aa8 · t · Z4 | N25 |

| Aa8 · t · Z4 | N25 |

| Aa8 · t · Z4 | N25 |

| Aa8 · t · Z4 | N25 |

| Aa8 · t · Z4 | N25 |